# Sandro Pertini
Alessandro Giuseppe Antonio Pertini, ismertebb nevén Sandro Pertini (San Giovanni di Stella, 1896. szeptember 25. – Róma, 1990. február 24.) olasz politikus, újságíró és partizán.
Olaszország 7. köztársasági elnöke 1978 és 1985 között, emellett az egyetlen szocialista politikus, aki ezt a tisztséget betöltötte.

## Élete

### A két világháborúban való szerepe és partizáni időszaka
Harcolt az első világháború idején az isonzói csatákban, 1917-ben megkapta a Katonai vitézségi aranyérmet, a háborúban való helytállása miatt. A háború után az Olasz Szocialista Párt tagja lett, ahol kiemelkedett ellenzéki politikusként a fasizmus ellenes harcával, ez a fajta politikai elkötelezettsége még Mussolini uralma alatt is megmaradt. 1925-ben 8 hónapos börtönbüntetésre ítélték, emiatt száműzetésbe vonult Franciaországba, ahol antifasiszta politikai tevékenységét folytatta. Később, 1929-ben visszatért Olaszországba, álnéven, de letartóztatták és a fasizmus ideje alatt működő Államvédelmi Bíróság előbb börtönbüntetésre, később internálásra ítélte.
1943-ban, a fasizmus bukása után szabad lett. Részt vett a Porta San Paolo-i csatában, ahol több harcoló partizánegység sikeresen megakadályozta, hogy Róma náci megszállás alá kerüljön. Pietro Nennivel megalakította a PSIUP (Egyesült Munkásság Olasz Szocialista Pártja) pártot. Ebben az évben elfogta őt az SS és halálra büntette. Sikerült kiszabadulnia a római Regina Coeli börtönből, a Matteotti brigád egyik partizánjának segítségével. Így lett az Olasz Ellenállási Mozgalom egyik oszlopos tagja és a Nemzeti Felszabadítási Bizottság katonai testületének lett partizánja. Partizán volt Róma, Toszkána, Valle d'Aosta és Lombardia területein. Több partizánakcióban való sikeres harca nyomán, megkapta a katonai aranyérmét.
1945 áprilisában részt vett a milánói lázadásban, megszavazta azt a rendeletet, amellyel Benito Mussolinit halálbüntetésre ítélték.
Tagja volt az Alkotmányozó Nemzetgyűlésnek, a Képviselőház tagja volt 1953 és 1976 között. Az Olasz Szocialista Párt frakcióvezetője 1948-1953 között. 1968 és 1976 között a Képviselőház elnöke volt. 1978. július 8.-án választották meg Olaszország 7. köztársasági elnökének.

### Köztársasági elnökként
Karizmatikus megjelenésével, nagy népszerűségre tett szert az olaszok körében. Egyesek úgy emlékeznek rá, mint "az olaszok legkedveltebb köztársasági elnöke".
Államfőként hat miniszterelnököt iktatott be: Giulio Andreotti (akinek 1978-as lemondását elutasította), Francesco Cossiga (1979-1980), Arnaldo Forlani (1980-1981), Giovanni Spadolini (1981-1982), Amintore Fanfani (1982-1983) és Bettino Craxi (1983-1987) miniszterelnököket.
Öt örökös szenátort nevezett ki és három alkotmánybírót hivatali ideje során. Ő nevezte ki 1983-ban Bettino Craxit, mint 1945 utáni első szocialista miniszterelnököt.

## Fordítás
- Ez a szócikk részben vagy egészben  a   Sandro Pertini című olasz Wikipédia-szócikk ezen változatának fordításán alapul.  Az eredeti cikk szerkesztőit annak laptörténete sorolja fel. Ez a jelzés csupán a megfogalmazás eredetét és a szerzői jogokat jelzi, nem szolgál a cikkben szereplő információk forrásmegjelöléseként.